# Los Guayos (paroisse civile)
Pour les articles homonymes, voir Los Guayos.
Los Guayos est l'unique paroisse civile de la municipalité de Los Guayos dans l'État de Carabobo au Venezuela. Sa capitale est Los Guayos.

## Géographie

### Démographie
La paroisse civile, outre sa capitale Los Guayos qui occupe le flanc oriental de la capitale de l'État de Carabobo, Valencia et dont elle est séparée par la plus importante zone industrielle de l'agglomération, comporte plusieurs autres localités :
- Caraquita
- Cascabel
- El Charal
- El Roble
- La Glorieta
- Los Guayos
- Pirital
- Samán Mocho